# 사랑을 원해요
〈사랑을 원해요〉(愛がほしいよ 아이가호시이요[*])는 일본의 싱어송라이터 츠지 시온의 5번째 싱글 앨범이다. 2011년 3월 9일 DefSTAR RECORDS에서 발매되었다.
첫 앨범 Catch!로부터 10개월 만에, 싱글 앨범으로서는 원하는 것(ほしいもの) 이후 약 1년 3개월만에 발매되었다.

## 수록곡
작사/작곡 : 츠지 시온
1. 사랑을 원해요 (愛がほしいよ) [3:55]
  - 편곡：mw
  - TV 도쿄 애니메이션 소울 이터 리피트 쇼 오프닝 테마곡
2. 이름도 모르는 그대에게 (名前もしらない君に) [4:10]
  - 편곡：요케고 (楊慶豪)
3. 레인 송 -Pianission- [6:03]
  - 편곡：요케고 (楊慶豪)
  - 첫 앨범『Catch!』에 수록된 곡의 어레인지 버전.
4. 사랑을 원해요 (愛がほしいよ) -SOUL EATER TV SIZE ver.- [1:29]
  - 소울 이터 리피트 쇼 작품에서 들을 수 있는 짧은 버전.
5. 사랑을 원해요 (愛がほしいよ) -instrumental-